# Plaasmoorde: Polja smrti
Plaasmorde: Polja smrti, britanski dokumentarni film autorice Katie Olivije Hopkins. Film je snimljen u neovisnoj produkciji, bez vladina financiranja.

## Radnja
Film se bavi masovnim ubojstvima južnoafričkih bijelaca u napadima na farme. Prvi je dokumentarac na svijetu ove vrste koji nije zasnovan na pristojnim intervjuima obavljenim na sigurnim mjestima, nego je obavljen na autentičnim neugodnim lokacijama gdje je istina. Sadrži intervjue s aktivnim napadačima na farme i s policijskim službenicima, koji potvrđuju da korumpirana policija sudjeluje u masovnim ubojstvima južnoafričkih bijelaca (Plaasmoorde, plaasaanvalle).

## Vanjske poveznice
- Killing Fields Movie
- YouTube kanal Rebel Newsa Cijeli film